# Кисельов Сергій Володимирович
Сергій Володимирович Кисельов (нар. 5 лютого 1954, Київ, Українська РСР, СРСР — 11 грудня 2006, Київ, Україна) — український письменник, журналіст. Молодший брат Леоніда Кисельова.

## Біографія
Народився 5 лютого 1954 року в Києві. Його батько Володимир Кисельов також був письменником, старший брат Леонід Кисельов був поетом і прозаїком. Закінчив філологічний факультет Київського педагогічного інституту. Працював учителем, в редакціях газети «Молодь України», журналу «Людина і світ», власним кореспондентом московської «Литературной газеты». Був журналістом газети «Известия Украины», «Киевские ведомости» та інших українських і зарубіжних видань. Працював на радіостанціях «Свобода» і «Німецька хвиля», був першим головним редактором українських газет «Новое время» і «Киевский телеграф». Останнім часом працював на сайті «Кияни».
Помер 11 грудня 2006 року у київській радіологічній клініці від раку крові. Похований на Байковому кладовищі.

## Творчість
Публікуватися почав у шкільному віці у журналах «Ранок» і «Вітчизна». Автор книг «Майстри часу» (1985), «Там, на Землі» (1989) та інших. Автор декількох п'єс, фантастичних оповідань.
Публікації в періодиці та збірниках українською мовою:
- Влада і погода: Фантастичне оповідання / / Пригоди, подорожі, фантастика-79. — К.: Молодь, 1979 — с.176-193;
- Боягуз: Оповідання / / Стріла Всесвіту. — К.: Веселка, 1985 — с.25-36;
- Рукопис: Майже фантастичне оповідання / / Дніпро, 1987, № 6 — с.130-136;
- Як спійматі Нессі: Оповідання / / Дзвони Зеленої Галактики. — К.: Веселка, 1988 — с.121-123 — (Оповідання є останньою частиною оповідання «Три записки»);
- Полювання на КамАЗа: Оповідання / / Дзвони Зеленої Галактики. — К.: Веселка, 1988 — с.196-198;
- Три записки: Оповідання / / Сучасне фантастичне оповідання. — К.: Молодь, 1990 — с.268-274.

У 1990 році його зусиллями вийшла книга спогадів «Леонід Кисельов: Тільки двічі живемо», що є найповнішим зібранням поезії та прози автора, а в 2006 році — збірка брата «… Все на світі — тільки пісні українською мовою», тираж якої вийшов через кілька місяців після його смерті.

## Відзнаки
У 2004 році нагороджений орденом преподобного Нестора Літописця III ступеня. У 2006 році став лауреатом премії конкурсу «Коронація слова» за п'єсу «Єврейський годинник» (у співавторстві Андрієм Рушковським).